# Accounting
In informatica, con la parola inglese accounting ci si riferisce a tutte le azioni che tracciano ovvero registrano, misurano e documentano le risorse concesse ad un utente durante un accesso ad un server o più in generale ad un sistema informatico. "Accounting" è anche la traduzione in inglese di "contabilità" sia riferita alle società che agli Stati.

## Obiettivi
Ciò può includere la misura del tempo o dei dati inviati e ricevuti da un utente nella sessione di lavoro.
Dalle informazioni ottenute la trascrizione delle attività si possono trarre molte informazioni utili che ad esempio possono essere utilizzate per:
- applicare una tariffazione: un ISP può chiedere il corrispettivo contrattato ad un utente in funzione dei dati di traffico da lui effettuato.
- controllo delle autorizzazioni: un analizzatore della sicurezza può risalire a malintenzionati guardando le richieste bloccate.
- fini statistici di analisi dei trend.
- pianificazione della capacità: dall'analisi statistica delle richieste un amministratore può determinare la capacità necessaria del sistema per un carico di richieste e risorse stimato, previsto nel futuro.

## Accounting dei processi
L'accounting dei processi di un sistema operativo è l'attività di monitoraggio delle attività svolte e dalle risorse utilizzate da un processo che il sistema operativo può operare per permetterne il monitoraggio.